# Distretto di Höfe
Il distretto di Höfe è un distretto del Canton Svitto, in Svizzera. Confina con i distretti di March a est e di Einsiedeln a sud, con il Canton Zugo a sud-ovest, con il Canton Zurigo (distretti di Horgen a ovest e di Meilen a nord) e con il Canton San Gallo (distretto di See-Gaster) a nord-est. Il capoluogo è Wollerau.

## Comuni
Amministrativamente è diviso in 3 comuni:
- Feusisberg
- Freienbach
- Wollerau